# Franz Osten
Franz Osten (23 de diciembre de 1876 en Múnich-2 de diciembre de 1956) fue un cineasta bávaro que, junto con Himansu Rai, fue uno de los primeros retenedores de Bombay Talkies. Osten colaboró con Rai en varias de las primeras películas de éxito de la India, como Achhut Kanya y Jeevan Naiya.

## Primeros años
Osten nació como Franz Ostermayr en Múnich el 23 de diciembre de 1876. Se formó como fotógrafo, al igual que su padre, y se dedicó a la interpretación. En 1907, fundó un cine ambulante llamado "Original Physograph Company" con su hermano Peter Ostermayr, que más tarde estableció el predecesor de los Estudios Cinematográficos de Baviera, hoy uno de los mayores estudios cinematográficos de Alemania. Entre otras películas, proyectó Life in India, un corto documental sobre el carnaval de Múnich. El rodaje no tuvo mucho éxito: tres días después del estreno, el proyector estalló en llamas. Osten decidió hacer películas y en 1911 dirigió su primer largometraje, Erna Valeska. Su carrera se vio interrumpida por el inicio de la Primera Guerra Mundial. Primero trabajó como corresponsal y luego se convirtió en soldado. Tras la guerra, Osten realizó dramas campesinos como La guerra de los bueyes (The War of the Oxen) y Cadena de culpabilidad (Chain of Guilt) para EMELKA en Múnich.

## Filmografía
Las películas mudas de Franz Osten narran diversas historias de la India. La luz de Asia (1925) trata de la vida de Buda. Shiraz (1928) dramatiza los acontecimientos que llevaron a la construcción del Taj Mahal. A Throw of Dice (1929) se basaba en mitos y leyendas extraídos de la epopeya india Mahabharata. Estas películas contribuyeron a aumentar la comprensión de las religiones orientales y ofrecieron esplendor visual y escapismo, presentando elefantes vivos en la decoración festiva y utilizando miles de extras.
Desde principios de la década de 2000, ha renacido el interés por el cine mudo en general y la trilogía de Osten está en el punto de mira. Shiraz se proyectó en el Teatro Castro en el Festival de Cine Mudo de San Francisco en 2002, Prem Sanyas en el mismo festival en 2005, y A Throw of Dice en 2008. Prapancha Pash se reestrenó en 2006.

### Director de Películas indias
- Prem Sanyas (1925) / Die Leuchte Asiens (título alemán) / The Light of Asia (título en inglés)
- Shiraz (1928) / Das Grabmal einer großen Liebe (título alemán)
- Prapancha Pash (1929) / Schicksalswürfel (título alemán) / A Throw of Dice (título en inglés)
- Jawani Ki Hawa (1935)
- Achhut Kanya (1936) / Die Unberührbare (título alemán) / Untouchable Girl (título en inglés)
- Janmabhoomi (1936)
- Jeevan Naiya (1936)
- Mamta y Miya Aur Biwi" (1936)
- Izzat (1937)
- Jeevan Prabhat (1937)
- Prem Kahani (1937)
- Savitri (1937)
- Bhabhi (1938)
- Nirmala (1938)
- Vachan (1938)
- Durga (1939)
- Cangan (1939)

## La Luz de Asia
La Luz de Asia (The Light of Asia) fue una colaboración única que logró satisfacer los gustos del público alemán e indio, iniciada en 1924. El abogado indio de 28 años Himansu Rai llegó a Múnich en busca de socios para una serie de películas sobre las religiones del mundo. Había estudiado Derecho en Calcuta y Londres, donde, como alumno del Premio Nobel Rabindranath Tagore, también había dirigido un grupo de teatro que prometía revivir las tradiciones actorales y teatrales indias. Había oído que las obras de la pasión de Oberammergau eran un escaparate de la cultura alemana y ahora quería crear el equivalente indio.
Los alemanes debían proporcionar el equipo, el personal de cámara y el director, Franz Osten; Rai aportaría el guion, los actores, las localizaciones y todo el capital necesario. El 26 de febrero de 1925, Osten y Rai, junto con sus camarógrafos, Willi Kiermeier y Josef Wirsching, y el cómico Bertl Schultes como intérprete, embarcaron hacia la India. El 18 de marzo llegaron a Bombay. Allí Osten comenzó a rodar su primera película india, Prem Sanyas - Die Leuchte Asiens-La luz de Asia, la primera coproducción germano-india. La película cuenta la historia del príncipe Gautama Buda, que según un presagio "seguirá el triste y bajo camino de la negación de sí mismo y el dolor piadoso" si se enfrenta a la vejez, la enfermedad o la muerte. Para evitarlo, el rey lo mantiene encarcelado tras los altos muros de su palacio. Un día Gautama sale de su jaula de oro y se enfrenta a la miseria humana. Por la noche, una revelación le llega en un sueño. Una voz misteriosa le pide que elija entre la vida despreocupada con su amada esposa Gopa y una vida en busca de la verdad eterna. A primera hora de la mañana, Gautama abandona la corte del Rey. Atacando las prácticas religiosas comunes de sacrificio y autohumillación, no tarda en acumular un número considerable de seguidores. Una joven se arrodilla ante él pidiendo ser recibida entre sus seguidores. La mujer es Gopa.
En la India la película fue rechazada por falta de credibilidad. El coste de 171.423 rupias era diez veces superior al de una película india media. Incluso tras las modificaciones del contrato con EMELKA, la película perdió 50.000 rupias. En Estados Unidos, la película no tuvo éxito, ya que "el público del cine americano no quiere pagar una entrada para ver a un príncipe convertido en mendigo".

## Filmes seleccionados
Director de Películas Alemanas
- La guerra de los bueyes (1920)
- El cazador del monasterio (1920)
- La noche de la decisión (1920)
- La cara negra (1921)
- El terror del mar (1924)
- La tragedia de una noche de pasión (1924)
- Una canción de Days of Youth (1925)
- La pequeña Inge y sus tres padres (1926)
- El séptimo hijo (1926)
- Robo (1927)
- La dama de negro (1928)
- El excéntrico (1929)
- El Judas del Tirol (1933)
- En Estrasburgo (1934)